# Luftlandegeschwader 2
Das Luftlandegeschwader 2 war ein Verband der Luftwaffe der Wehrmacht im Zweiten Weltkrieg. Es war das einzige Geschwader der Luftwaffe das mit dem Lastensegler Gotha Go 242 ausgestattet war.

## Aufstellung
Der Stab und die I. Gruppe entstanden im April 1942 auf dem Fliegerhorst Parchim (Lage). Als Schleppflugzeug für den Lastensegler Gotha Go 242 erhielten sie die Heinkel He 111.
Die II. Gruppe bildete sich am 18. Juni 1942 in Posen (Lage) und hatte als Schleppflugzeug die Heinkel He 111 in ihren Reihen. Die Geschwaderkennung war F7.

## Geschichte
Die I. Gruppe kam im Januar 1943 nach Stalino (Lage) und Saporoshje im Süden der Sowjetunion und führte Versorgungsflüge zu den eingeschlossenen deutschen Truppen in den Kessel von Stalingrad durch. Anschließend wechselte sie von Februar bis April 1943 nach Bagerowo (Lage)

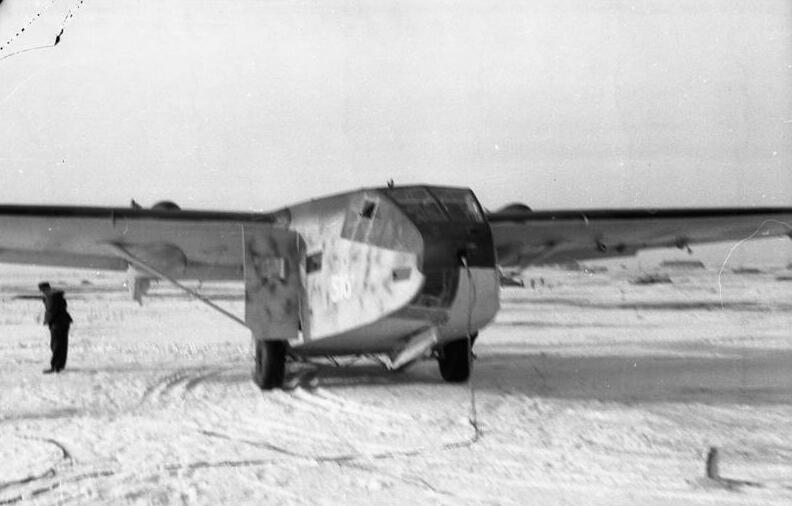
Gotha Go 242 in der Sowjetunion

Im April 1943 wechselte die I. Gruppe, zusammen mit dem Geschwaderstab, auf den Fliegerhorst Nancy (Lage) im besetzten Frankreich. Dort wurde der Geschwaderstab im Juni 1943 aufgelöst. Die I./LLG 2 blieb als selbstständige Gruppe, unter dem Kommando des XI. Fliegerkorps, noch bis September 1944 auf verschiedenen Flugplätzen in Frankreich stationiert, bevor auch sie aufgelöst wurde. Die restlichen ehemaligen Angehörigen des Geschwaders kamen am Boden in den Endkämpfen des Krieges zum Einsatz.
Im September 1942 wurde die II. Gruppe, bis auf die 5. Staffel, aufgelöst. Die 5. Staffel des LLG 2 blieb als selbstständige Staffel mit der Bezeichnung 5./LLG 2 erhalten.  Im Oktober 1942 wurde sie nach Charkow im Süden der Ostfront verlegt. Anschließend wechselte sie im November 1942 auf den Fliegerhorst Olsufjewo (Lage), wo sie bis Dezember 1942 und zwischen Mai und August 1943 blieb. Im Oktober 1943 wurde die 5./LLG 2 in die 3. Staffel der Schleppgruppe 3 umgewandelt.

## Kommandeure

### Geschwaderkommodore
| Dienstgrad     | Name             | Zeit                     |
| -------------- | ---------------- | ------------------------ |
| Oberstleutnant | Richard Kupschus | April 1942 bis Juni 1943 |

### Gruppenkommandeure
I. Gruppe
- Major Walter Münter,  April 1942 bis September 1942
- Major Werner Richers, September 1942 bis 4. Mai 1943
- Major Walter Kroworsch, 5. Mai 1943 bis Juni 1944
- Major Arnold Willerding, Juni 1944 bis September 1944

II. Gruppe
- Hauptmann Albert Snowadzki, Juni 1942 bis  September 1942